# John Rutledge
John Rutledge (17 septembre 1739 – 21 juin 1800) est un homme d'état et juriste américain.  Premier gouverneur de Caroline du Sud après la signature de la Déclaration d'indépendance des États-Unis, il est le 31e dirigeant de cet État qu'il dirige de 1776 à 1778 puis de 1779 à 1782. Délégué à la Convention de Philadelphie, il est l'un des signataires de la Constitution des États-Unis.
Il est associé de justice à la Cour suprême des États-Unis nommé par George Washington de février 1790 à mars 1791, jusqu'à sa démission. Il est nommé Chief Justice pendant la période de congé du Sénat de juillet à décembre 1795, mais sa candidature n'est pas confirmée par le Sénat. Il est le frère d'Edward Rutledge, autre signataire de la Déclaration d'indépendance.

## Biographie
Né à Charleston, en Caroline du Sud, Rutledge a commencé une carrière juridique après avoir étudié à Middle Temple dans la City de Londres. Il était le frère aîné d’Edward Rutledge, un signataire de la Déclaration d’indépendance. Rutledge est délégué au Congrès du Stamp Act, qui proteste contre les taxes imposées aux Treize Colonies par le Parlement de Grande-Bretagne. Il a également été délégué au Congrès continental, où il a signé l’Association continentale, avant d’être élu gouverneur de la Caroline du Sud. Il a été gouverneur pendant une grande partie de la guerre d’indépendance américaine.
Après un bref retour au Congrès, Rutledge est nommé à la Cour de chancellerie de Caroline du Sud. Il fut délégué à la Convention de Philadelphie de 1787, qui rédigea la Constitution des États-Unis. Au cours de la convention, il a été président du Comité de détail, qui a produit le premier projet complet de la Constitution. L’année suivante, il participa également à la convention de Caroline du Sud pour ratifier la Constitution d'État.
En 1789, le président George Washington nomma Rutledge l’un des premiers juges adjoints de la Cour suprême des États-Unis. Rutledge quitta la Cour suprême en 1791 pour devenir juge en chef de la Cour des plaids et des sessions de Caroline du Sud. Il retourna à la Cour suprême, cette fois à titre de juge en chef, à la suite de la démission de John Jay en juin 1795. Cette nomination eut lieu pendant les vacances du Sénat. Lorsque le Sénat se réunit de nouveau en décembre 1795, il rejeta la nomination de Rutledge. Rutledge démissionna de son poste peu de temps après et se retira de la vie publique jusqu’à sa mort en 1800. Il détient le record du mandat le plus court de tous les juges en chef. Sa nomination à la Cour suprême a été la première à être rejetée par le Sénat.

### Source
- (en) Cet article est partiellement ou en totalité issu de l’article de Wikipédia en anglais intitulé « John Rutledge » (voir la liste des auteurs).